# 10950 Albertjansen
A 10950 Albertjansen (ideiglenes jelöléssel 4049 P-L) egy kisbolygó a Naprendszerben. Cornelis Johannes van Houten,  Ingrid van Houten-Groeneveld és Tom Gehrels fedezte fel 1960. szeptember 24-én.